# همه از یک خانواده
همه از یک خانواده نام یک مجموعه تلویزیونی ایرانی است که در سال ۱۳۵۶ و به کارگردانی «منصور پورمند» ساخته شد و از تلویزیون ملی ایران پخش گردید.

## خلاصه داستان
مردی برای تأمین مخارج ازدواجش، نیازمند پول است و بدین منظور، دست به دزدی می‌زند اما گیر می‌افتد. صاحبخانه تصمیم دارد او را به پلیس تحویل دهد اما اصرار خانواده‌اش باعث می‌شود از این کار منصرف گردد. از آن پس، مرد برای گرفتن پول و هر آنچه نیاز دارد، به خانه آن‌ها می‌آید.

## بازیگران و عوامل تولید

### بازیگران
اسامی برخی از بازیگران این سریال به شرح زیر است:
- نعمت‌الله گرجی
- حمیده خیرآبادی در نقش «پوران خانم»
- منوچهر والی‌زاده
- مجید مظفری
- حسین عرفانی
- شهرزاد آرمانی (صدری) در نقش «افسانه»
- حسین رحمانی در نقش «بهرام» (برادر بزرگ)
- فرهاد اعتمادی در نقش «جمشید» (برادر کوچک)
- افروز
- سپیده

### عوامل تولید
- کارگردان: منصور پورمند
- نویسنده: جمعی از نویسندگان (زیر نظر احمد بهبهانی)
- فرمت: ۱۶ میلیمتری
- محصول: تلویزیون ملی ایران
- سال تولید: ۱۳۵۶